# Darjeeling (Distrikt)
Der Distrikt Darjeeling (auch: Darjiling; Bengalisch: দার্জিলিং জেলা, Dārjiliṃ jelā, Nepali दार्जिलिङ जिल्ला) ist ein Distrikt des indischen Bundesstaats Westbengalen. Die Distrikthauptstadt ist Darjeeling.

## Geographie

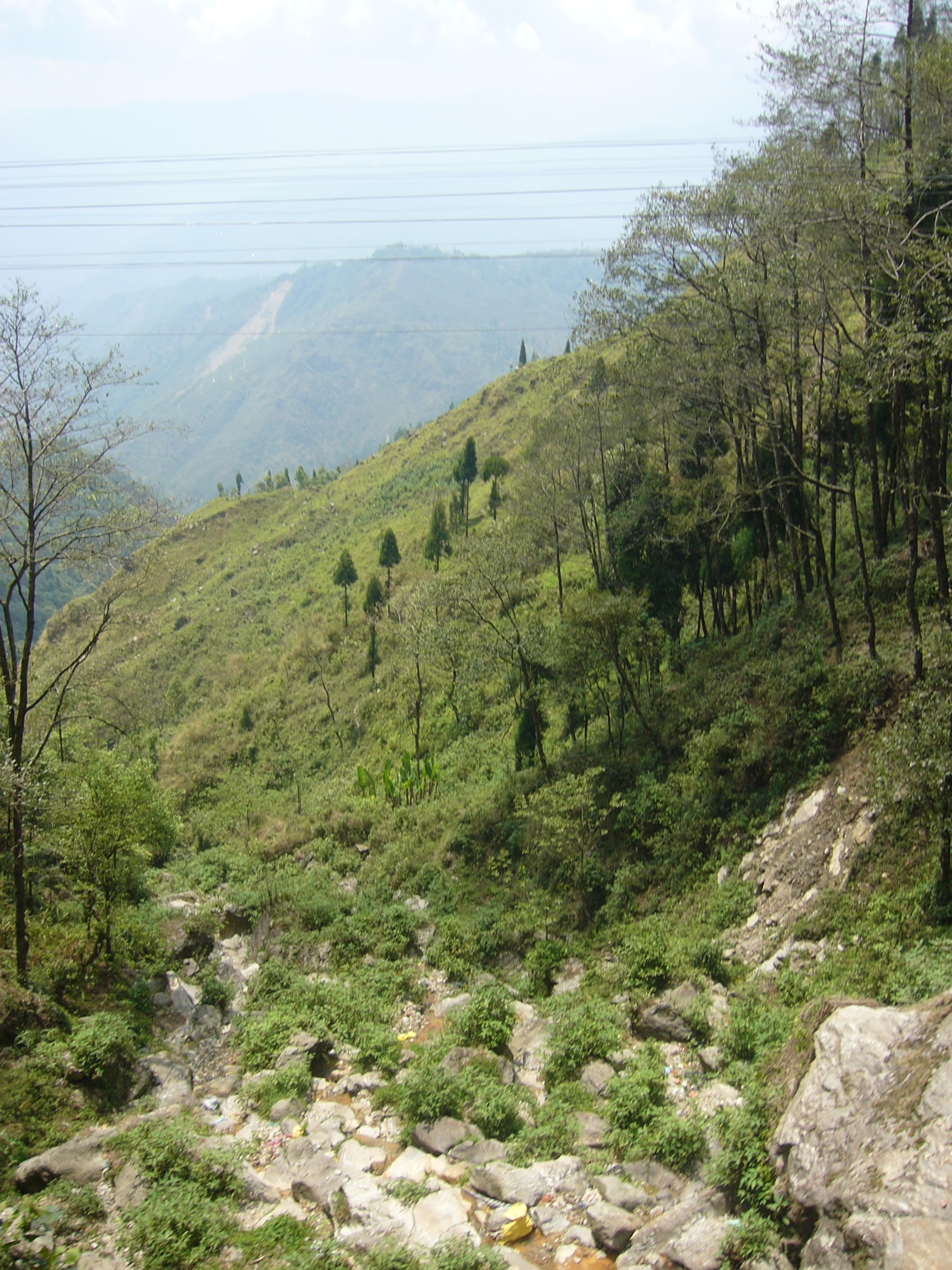
Landschaft in Darjeeling

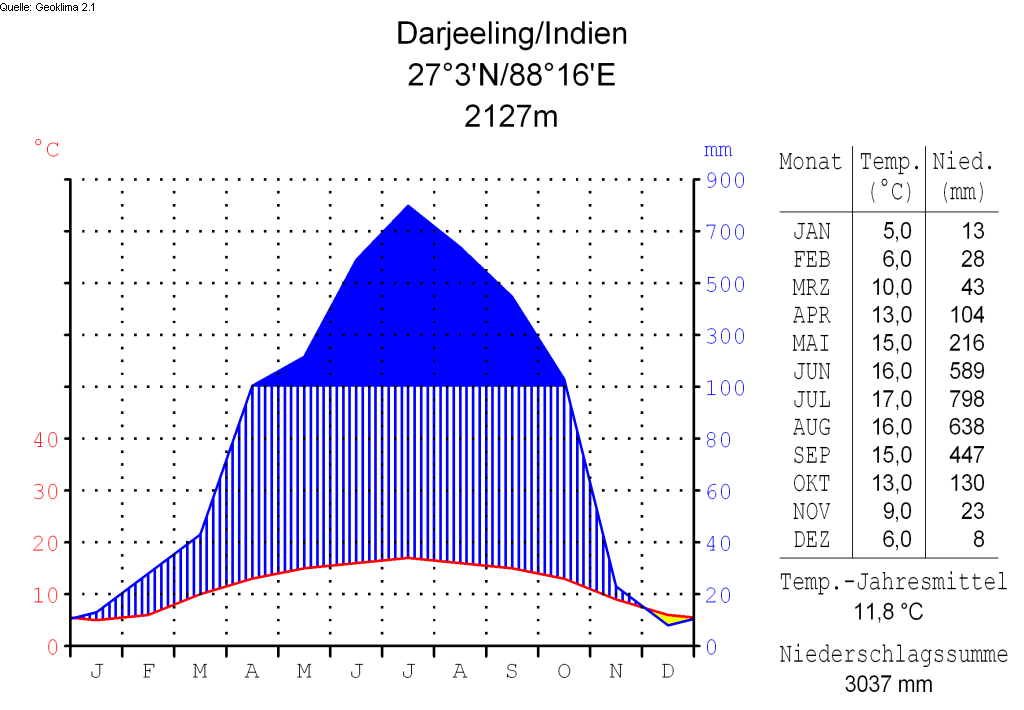
Klimadiagramm Darjeeling

Der Distrikt Darjeeling grenzt im Westen an Nepal, im Norden an den indischen Bundesstaat Sikkim, im Osten an die Distrikte Kalimpong und Jalpaiguri (beide Westbengalen), und im Süden jeweils in einem kurzen Abschnitt an Bangladesch, sowie an die Distrikte Uttar Dinajpur (Westbengalen) und Kishanganj (Bihar). Geographisch gehört der nördliche Teil des Distrikts zum Himalaya und der südliche Teil zu dessen Vorland. Die Höhe über dem Meeresspiegel variiert zwischen 150 m in den südlichen Ebenen und 3636 m im Nordwesten (Sandakphu). Die größten Gewässer sind die Flüsse Tista, Rangit, Mahananda, Mechi, Balason und Rammam. Im Tiefland und in Höhen bis 2000 Meter über Meereshöhe gibt es nur noch kleinere Waldgebiete, da die Wälder für Ackerbau und die Teeplantagen gerodet wurden. Im Hochgebirge sind dagegen bis hinauf zur Baumgrenze noch weitflächige Waldgebiete zu finden.
Das Klima hängt stark von der Höhenlage ab, entspricht aber grundsätzlich einem typischen tropischen Monsunklima mit regenreichen Sommern und trockenen Wintern. Es werden vier Jahreszeiten unterschieden: die Vor-Monsun-Saison, die Zeit des Südwestmonsuns von Mai bis Oktober, die Post-Monsun-Periode und der Winter. Die relative Luftfeuchtigkeit ist in den höheren Berglagen (über 2000 m) am höchsten und liegt dort während der Monsunzeit bei 85 bis 99 %. In den trockeneren Monaten März und April liegt sie zwischen 45 und 60 %. Der Jahresniederschlag beträgt über 3000 mm und es gibt mehr als 200 Regentage pro Jahr. Reine Sonnentage sind selten und die Gegend ist nicht nur während der Monsunzeit, sondern auch im Winter meist in Nebel und Wolken gehüllt.

## Geschichte
Historisch waren die Bergregionen überwiegend von tibetobirmanischen Völkern (Lepchas, Limbus, Bhutias, Tibeter), sowie Nepalesen besiedelt, während im früher dichtbewaldeten Tiefland Angehörige indigener Stammesvölker (Mech, Koch,
Rajbangshi, Dhimal) lebten. 1670 kam der größte Teil Darjeelings unter die Herrschaft des Königreich Sikkim. Ab 1780 geriet Sikkim in Konflikt mit den westlich benachbarten Gurkhas in Nepal. Bis etwa 1790 waren die Gurkhas bis etwa zum Fluss Tista vorgedrungen. Durch ihr Expansionsbestreben gerieten sie in Konflikt mit der Britischen Ostindien-Kompanie und es kam 1814–16 zum Anglo-nepalesischen Krieg, der mit einer Niederlage Nepals endete. Im Vertrag von Sugauli 1816 zwischen der Kompanie und Nepal sowie dem Vertrag von Titalia 1817 zwischen der Kompanie und Sikkim wurde die Region Darjeeling an Sikkim zurückgegeben und die Kompanie sicherte sich im Gegenzug Handelsprivilegien.
Als 1828 erneut ein Konflikt zwischen Sikkim und Nepal drohte, beorderte die Britische Ostindien-Kompanie Lt. Gen. George W. Aylmer Lloyd und J. W. Grant, Handelsagent in Malda zur Vermittlung nach Darjeeling. Die beiden, insbesondere Grant, gelten als „Entdecker“ Darjeelings. Grant war bei seinem sechstägigen Besuch in Darjeeling im Februar 1829 vom feucht-gemäßigten Klima, das er als angenehmen Kontrast zum schwül-heißen Klima in Bengalen empfand, äußerst angetan und empfahl in seinem Bericht vom 18. Juni 1829 an den Generalgouverneur die Einrichtung eines Sanatoriums und einer hill station in dem Ort. Der Generalgouverneur Lord Bentinck ließ sich überzeugen, und der König von Sikkim wurde in Verhandlungen dazu gebracht, das Gebiet von Darjeeling in einem Vertrag, datiert vom 1. Februar 1835 zunächst gegen mehr symbolische Geschenke und später gegen eine finanzielle Entschädigung an die Ostindien-Kompanie abzutreten.

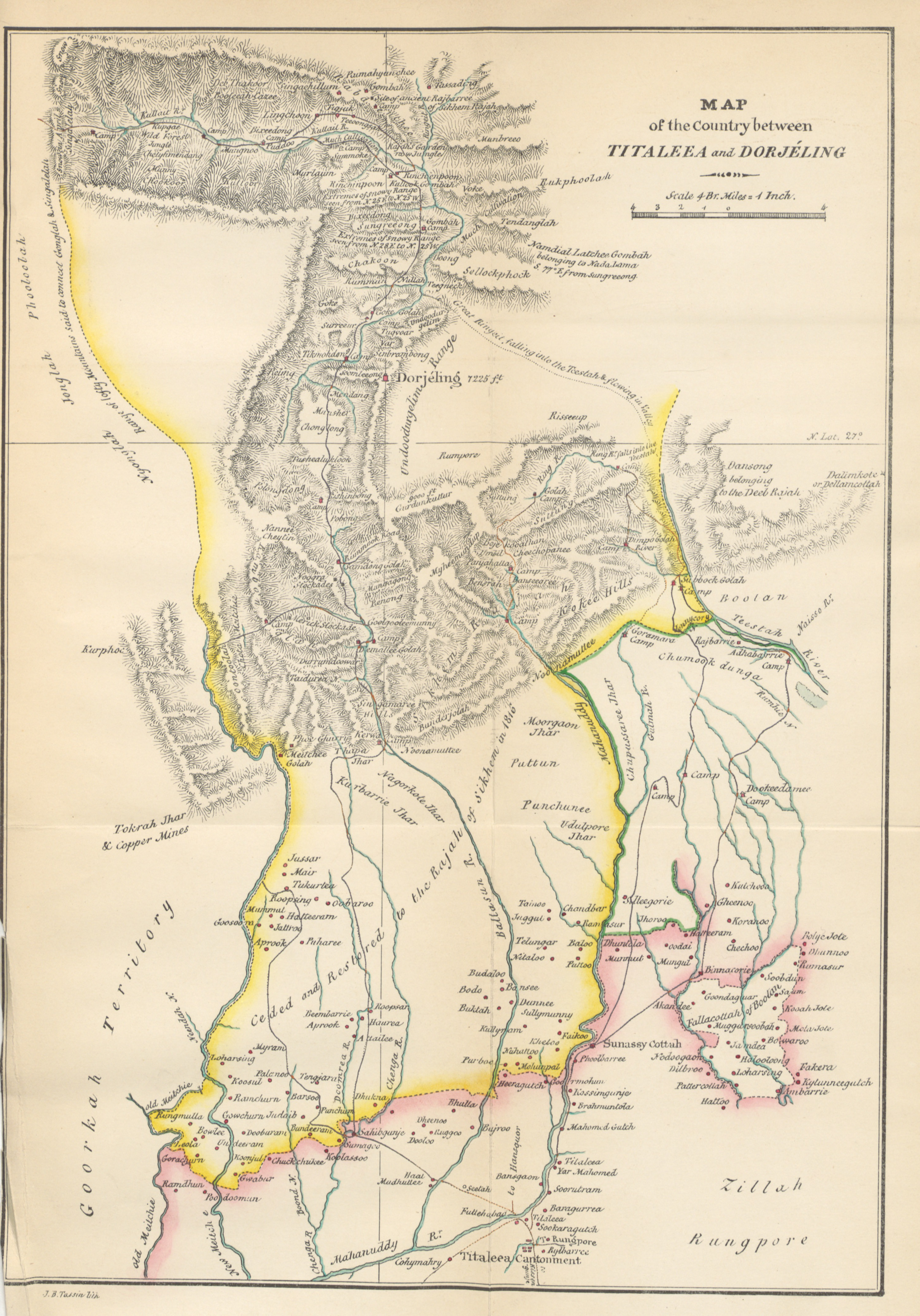
Historische Karte aus dem Jahr 1839

“The Governor-General, having expressed his desire for possession of the Hill of Darjeeling on account of its cool climate, for the purpose of enabling the servants of his Government, suffering from sickness, to avail themselves of its advantages, I, the Sikkimputtee Rajah, out of friendship for the said Governor-General, hereby present Darjeeling to the East India Company that is, all the land South of the Great Rangeet River, East of the Balason, Kahail and Little Rangeet rivers and West of the Rungno and Mahanuddi rivers.”

„Da der Generalgouverneur den Wunsch geäußert hat, den Berg Darjeeling wegen seines kühlen Klimas in Besitz zu nehmen, damit die an Krankheiten leidenden Bediensteten seiner Regierung seine Vorzüge nutzen können, schenke ich, der Raja von Sikkim aus Freundschaft zum besagten Generalgouverneur der Ostindien-Kompanie hiermit Darjeeling, d. h. das gesamte Land südlich des Großen Rangeet-Flusses, östlich der Flüsse Balason, Kahail und Kleiner Rangeet und westlich der Flüsse Rungno und Mahanadi.“

Ab 1839 wurde Dr. Campbell vom Indian Medical Service als Superintendent in Darjeeling tätig. In den folgenden Jahren wurde hier unter seiner Leitung ein Sanatorium errichtet und es begann eine intensive Bautätigkeit. Darjeeling wurde rasch zur hill station und zum Erholungsort für die britische Kolonialbeamtenschaft ausgebaut.
Nach einer Rebellion in Sikkim wurde im Februar 1850 eine britische Strafexpedition entsandt und weitere Gebiete Sikkims im Umfeld Darjeelings wurden annektiert. Am 8. Mai 1850 erhielt Darjeeling formell den Status eines Distrikts. Im November 1865 wurde auch das Gebiet des späteren Distrikts Kalimpong von Bhutan annektiert und 1866 an Darjeeling angeschlossen. Die Distriktgrenzen blieben danach bis zum Ende Britisch-Indiens 1947 konstant. Der Distrikt unterstand der Division Rajshahi. Während der temporären Teilung der Provinz Bengalen zwischen Oktober 1905 und März 1912 war er Teil der Division Bhagalpur, kam danach aber wieder zur Division Rajshahi. Nach der Unabhängigkeit Indiens 1947 kam er zum Bundesstaat Westbengalen.
Im Bihar and West Bengal (Transfer of Territories) Act, 1956, der parallel zum States Reorganisation Act 1956 die Grenzen der Bundesstaaten neu nach linguistischen Kriterien ordnete, wurden am 1. November 1956 bengalischsprachige Grenzgebiete des Distrikts Purnea von Bihar an den Bundesstaat Westbengalen angeschlossen. Die ursprüngliche Planung sah vor, die Gebiete ganz an den Distrikt Darjeeling anzuschließen. Am 2. November 1956 wurde die Planung jedoch geändert und diese Gebiete wurden dem Distrikt West Dinajpur einverleibt. In einer kleinen Grenzkorrektur wurde am 21. März 1959 ein etwa 57 Quadratmeilen großes Gebiet nördlich des Flusses Mahananda vom Distrikt West Dinajpur an den Distrikt Darjeeling abgegeben.
Am 14. Februar 2017 wurde aus dem östlichen Teil des Distrikts Darjeeling der neue Distrikt Kalimpong gebildet. Dadurch verkleinerte sich die Distriktfläche von 3149 km² auf 2232,31 km² und die Bevölkerungszahl von 1.846.823 auf 1.595.181 (nach dem Zensus 2011).
Im Distrikt Darjeeling befindet sich der Ort Naxalbari, wo sich 1967 ein maoistisch inspirierter Bauernaufstand ereignete, der als Ausgangspunkt der Bewegung der Naxaliten gilt. Die Mehrheit der Bevölkerung besteht aus nepalesischstämmigen Gurkha. Im Distrikt sind seit Jahrzehnten mehrere miteinander konkurrierende Separatistenbewegungen aktiv, die insbesondere in den 1980er Jahren für ein autonomes Gorkhaland eintraten. Nachdem 1988 mit dem Darjeeling Gorkha Hill Council ein regionales Selbstverwaltungsorgan eingerichtet worden war, ebbte die Bewegung wieder ab, gewann aber später wieder an Dynamik. 2012 wurde die Gorkhaland Territorial Administration eingerichtet.

## Bevölkerung
Die Bevölkerungszahl des Distrikts (in den Grenzen ab 2017) betrug beim Zensus 2011 1.595.181 Personen. Das Geschlechterverhältnis zeigte mit 808.809 Männern auf 786.372 Frauen einen deutlichen Männerüberschuss. Die Alphabetisierungsrate lag mit 79,56 % etwas über dem Durchschnitt Westbengalens (76,26 %) und Indiens (74,04 %).

### Einwohnerentwicklung
Seit der Unabhängigkeit Indiens hat der Distrikt eine starke Bevölkerungszunahme zu verzeichnen. Während die Bevölkerung in der ersten Hälfte des 20. Jahrhunderts um rund 63 % zunahm, betrug das Wachstum in den fünfzig Jahren zwischen 1961 und 2011 216 %. Die Bevölkerungszunahme zwischen 2001 und 2011 lag bei 15,26 % oder rund 211.000 Menschen.
| Jahr      | 1901    | 1911    | 1921    | 1931    | 1941    | 1951    | 1961    | 1971    | 1981    | 1991      |
| Einwohner | 224.269 | 230.379 | 234.144 | 263.858 | 311.857 | 366.176 | 504.114 | 647.239 | 865.543 | 1.109.653 |

Anmerkung: Die Ergebnisse von 1901 bis 1961 sind im District Census Hand Book des Distrikts Darjeeling aus dem Jahr 1967 aufgeführt. Die Ergebnisse ab 1971 sind die Ergebnisse der indischen Volkszählungen für die Subdivisionen im Distrikt Darjeeling und entsprechen dem alten Distrikt Darjeeling ohne die subdivision Kalimpong (=heutiger Distrikt Kalimpong).

### Größere Orte
Die größten Städte sind Kalimpong, Kurseong und Shiliguri, wobei Shiliguri (294.546 Einwohner im Distrikt Darjeeling) die mit Abstand größte ist. Allerdings liegen etliche Quartiere von Shiliguri (insgesamt 513.264 Einwohner) im Distrikt Jalpaiguri. Der Ort Mirik ist touristisch am bedeutsamsten. Im Distrikt gibt es 27 Orte, die als Städte (towns und census towns) gelten. Deshalb ist der Anteil der städtischen Bevölkerung im Distrikt relativ hoch. 671.771 der 1.595.181 Einwohner (42,11 %) leben in städtischen Gebieten. Die vier Städte mit mehr als 25.000 Einwohnern sind:
- Shiliguri (294.546)
- Darjeeling (118.805)
- Kurseong (42.446)
- Uttar Bagdogra (25.044)

Weitere Städte mit einer Einwohnerschaft von mehr als 10.000 Personen sind: Bara Mohansingh (15.616), Tari (14.558), Cart Road (14.444), Dumriguri (13.416), Sonada Khasmahal (11.635), Mathapari (11.529), Mirik (11.513) und Bhimram (11.058).

### Soziale Schichtung, Ethnien
Beim Zensus 2011 zählten 300.843 Personen (18,86 Prozent) zu den scheduled castes (registrierten Kasten) und 322.414 Personen (20,21 Prozent) zu den scheduled tribes (Stammesvölker, Adivasi). Zu letzteren gehören in Westbengalen 40 Volksgruppen. Da der heutige Distrikt Kalimpong 2011 noch zum Distrikt Darjeeling gehörte, ist eine Aufgliederung nach Volksgruppen nicht möglich (da die Zahlen nur bis Distriktshöhe aufgegliedert sind).
Die registrierten Stammesgemeinschaften haben ihre Hochburgen in der Stadt Mirik (33,96 %) sowie den Blocks Rangli Rangliot (33,07 %), Kurseong (30,98 %), Mirik (30,79 %), Phansidewa (30,61 %) und Jorebunglow Sukiapokhri (30,03 %).

## Verwaltung
Der Distrikt unterteilt sich in die vier Subdivisionen Darjeeling (Sadar), Kurseong, Mirik und Siliguri und diese wiederum in die neun C.D. Blocks (etwa Landkreise) und die vier Stadtkreise Darjeeling, Kurseong, Mirik und Siliguri. Die tiefste Verwaltungsebene bilden die vier Municipalities (Stadtkreise) und die 92 Gram Panchayat (Dorfverwaltungen).

## Wirtschaft

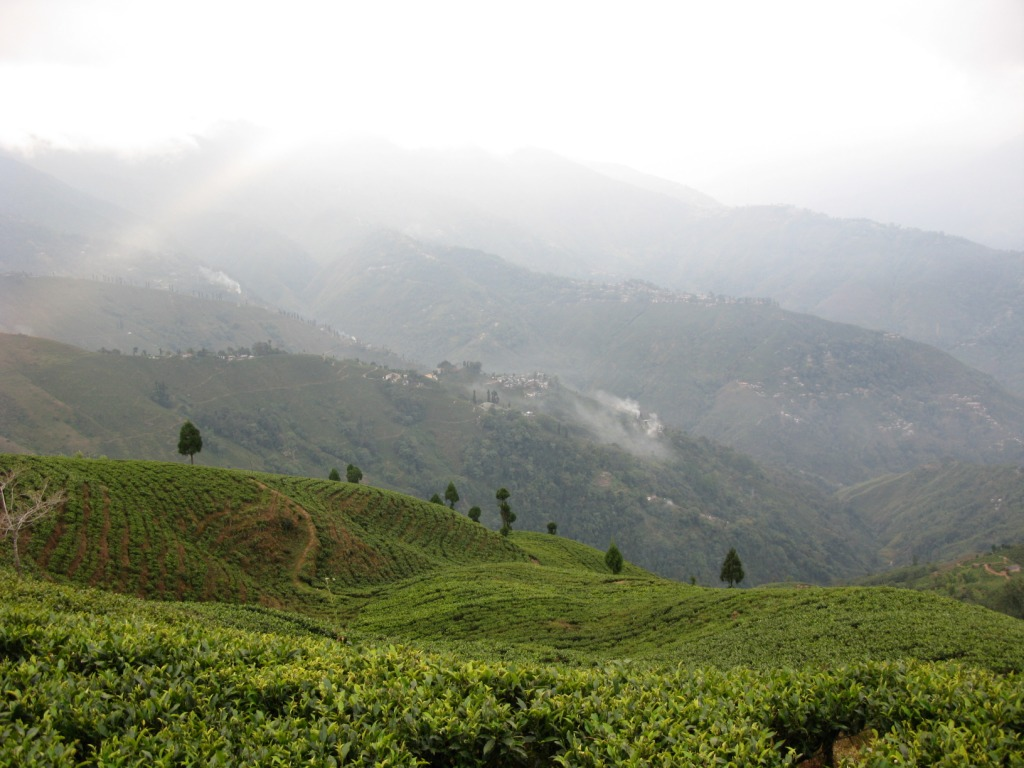
Teegärten in Darjeeling

Der Distrikt Darjeeling ist immer noch in hohem Maße landwirtschaftlich geprägt; in den größeren Städten gibt es Geschäfte, Handwerksbetriebe und Kleinindustrie sowie Banken, Hospitäler und weiterführende Schulen. In wenigen Städten gibt es zudem Industriegebiete.
Weltbekannt ist der Name des Distrikts vor allem wegen des Tees. Weite Gebiete im Hochland des Distrikts wurden für die Anlage von Teeplantagen gerodet. Im Tiefland herrscht dagegen die traditionelle Landwirtschaft mit dem Anbau von Getreide, Gemüse, Beeren und Obst vor. Die Hauptwirtschaftszweige sind der Tourismus, der Teeanbau sowie die Land- und Forstwirtschaft.